# شركة مهارة للموارد البشرية
شركة مهارة للموارد البشرية وتعرف بالاسم المختصر مهارة. هي شركة مساهمة عامة سعودية، مدرجة في السوق المالية السعودية "تداول" برمز 1831 في قطاع الخدمات التجارية والمهنية. تعمل مهارة في توفير الخدمات العمالية لقطاع الأعمال؛ حيث قامت الشركة بخدمة أكثر من 800 عميل من خلال توفير أكثر من خمسين الف عامل 50,000 لعدد من القطاعات والمجالات مثل التجزئة، الضيافة، الصحة، العمليات والصيانة، والخدمات المصرفية. للشركة 18 فرع متوزعة على 10 مدن في السعودية.

## الشركات التابعة
- ذا بيرفكت هلب (TPH –The Perfect Help) في دولة الإمارات العربية المتحدة وهي شركة مساند لخدمات التنظيف، تأسست في عام 2015م ، وتقدم خدمات القوى العاملة المساعدة للعملاء، مثل: العمالة المنزلية والسائقين وعمال الصيانة كعمال مكافحة الحشرات وغيرها.

- حصة في بلوفو وهي منصة توظيف مبتكرة عبر الإنترنت، ولدى الشركة فروع في كل من أبوظبي، الكويت، الرياض، جدة، الدمام، مصر، الولايات المتحدة الأمريكية.

- حصة أغلبية في شركة أطياف للخدمات المساندة. والتي تأسست في عام 2015م ومقرها الرياض خدمات متعددة مثل: خدمات إدارة المرافق، خدمات الصيانة للمنشاءات، خدمات النظافة للمنشاءات والمباني، وخدمات الإسكان والنقل، خدمات الزراعة وصيانتها، خدمات مكافحة الآفات والحشرات.
- شركة مسار النمو للإستثمار.